# Ail e An
Ail (エイル?, Eiru) e An (アン?, An) sono i due alieni nemici delle guerriere Sailor, nonché gli antagonisti del primo arco di puntate della seconda serie dell'anime di Sailor Moon. Sono dei personaggi inventati esclusivamente per un filler, cioè una breve serie di episodi creati apposta per dare il tempo all'autrice, Naoko Takeuchi, di completare la stesura del manga della seconda serie.
I due alieni giungono sulla Terra per assorbire l'energia necessaria per mantenere in vita Makaiju, l'albero che a sua volta dà loro la possibilità di vivere. Sul pianeta, assumono le sembianze di due normali studenti per confondersi in mezzo ai terrestri. Da studenti i due si fingono fratello e sorella (anche se, essendo stati entrambi generati dal Makaiju, tecnicamente lo sono). Possono evocare mostri chiamati "Cardians", scelti in un mazzo di carte simili a tarocchi.
L'unione dei nomi di Ail e An, secondo la traslitterazione in katakana, è simile a quella della parola alien (エイリアン?, eirian).
Nella prima messa in onda italiana di Sailor Moon i loro nomi erano stati resi come Michelle e François.

## Confronto nomi originali e adattati
| Nome giapponese            | Nome inglese          | Nome italiano        | Alias                  | Doppiatori giapponesi | Doppiatori italiani |
| -------------------------- | --------------------- | -------------------- | ---------------------- | --------------------- | ------------------- |
| Makaiju (魔界樹?, Makaiju) | Hell Tree / Doom Tree | Albero dell'Oscurità | Albero demoniaco       | Taeko Nakanishi       | Maurizio Scattorin  |
| Ail (エイル?, Eiru)        | Ail / Alan / Ali      | Ale                  | Seijūrō Ginga/François | Hikaru Midorikawa     | Pino Pirovano       |
| An (アン?, An)             | Ann / En              | Anna                 | Natsumi Ginga/Michelle | Yumi Tōma             | Loredana Nicosia    |

## Ail
Ail (エイル?, Eiru) è uno dei due alieni antagonisti della serie. Si iscrive alla scuola di Usagi e le altre con il nome di Seijūrō Ginga (銀河 星十郎?, Ginga Seijūrō, nell'edizione italiana François), e vive con la compagna An in un appartamento. Con il tempo ha sviluppato una cotta per Usagi, rendendo An terribilmente gelosa, nonostante in una puntata lui le regali un mucchio di cibo dicendole che ama solo lei. Suona un flauto, grazie al quale riesce a evocare i Cardians.

## An
An (アン?, An) è uno dei due alieni antagonisti della serie. Vive in un appartamento con il compagno Ail, e ha assunto l'identità terrestre di Natsumi Ginga (銀河 夏美?, Ginga Natsumi, nell'edizione italiana Michelle). Di carattere più impulsiva del compagno, si è profondamente innamorata di Mamoru, creando rivalità in Usagi e enorme gelosia in Ail.

## Makaiju
Il Makaiju (魔界樹?, Makaiju, lett. albero del mondo demoniaco (makai), in Italia Albero dell'Oscurità e inizialmente in albero del mondo oscuro), è una pianta aliena, dalle sembianze di albero, fonte di nutrimento per Ail e An, ma arrivato allo stremo delle proprie forze. Per tale ragione Ail e An tentano di fornirgli l'energia umana per tenerlo in vita. In realtà l'unica energia che l'albero necessita per sopravvivere è l'amore.
L'albero in passato aveva avuto molti figli che vivevano intorno a esso. Tuttavia i suoi figli con il tempo conobbero l'odio e la rabbia e cominciarono a distruggersi l'uno con l'altro. Alla fine sopravvissero solo due (Ail e An, appunto), ma l'albero era ormai debole per riuscire a sostenerli, quindi volò nello spazio con loro alla ricerca di una nuova fonte di energia.
Ail e An non si erano resi conto che l'unica energia di cui avevano bisogno era l'amore. Alla fine della saga del Makaiju, Sailor Moon usa il suo potere per purificare l'albero (su richiesta di quest'ultimo), che svanisce nel nulla, lasciando al suo posto solo un piccolo germoglio. Il Makaiju è rinato e ad Ail e An è stata data un'altra possibilità.
Nella versione originale ha una voce femminile, mentre nell'adattamento italiano è maschile.

## Cardians
Sono le carte del mazzo di Ail, simili ai tarocchi (sebbene le figure riportate risultino invisibili fino al momento dell'evocazione del creatura che contengono) il quale può dare loro vita come tremendi mostri succhiatori di energia tramite il suono del suo flauto. La scelta di quale carta utilizzare è lasciata sempre alla partner An.
1. Vampir (Vampiro)
2. Minotauron (Minotauro)
3. Falion
4. Hell Ant
5. Reci
6. Gigaros
7. Amaderasu (Farfalla Rossa)
8. Seiren
9. Utonberino
10. Bipierrot
11. Mysterious Cardian
12. Amanju
13. Yamandakka